# 平南街道 (四平市)
平南街道，是中华人民共和国吉林省四平市铁东区下辖的一个乡镇级行政单位。

## 行政区划
平南街道下辖以下地区：
平东社区、平南社区、风光社区和兴工社区。